# Fukagawa, Hokkaidō
Fukagawa (深川市 Fukagawa-shi) là một thành phố thuộc tỉnh Hokkaidō, Nhật Bản.